# Association of Young Irish Archaeologists
Association of Young Irish Archaeologists eller AYIA blev grundlag i Belfast i 1968 af en gruppe studenter fra Queen's University Belfast.